# Čeláre
Čeláre (hongrois : Csalár) est un village de Slovaquie situé dans la région de Banská Bystrica.

## Histoire
La première mention écrite du village date de 1436.
La localité fut annexée par la Hongrie après le premier arbitrage de Vienne le 2 novembre 1938. En 1938, on comptait 523 habitants dont 1 d'origines juives. Elle faisait partie du district de Szécsény (hongrois : Szécsényi járás). Le nom de la localité avant la Seconde Guerre mondiale était Čeláry/Csalár. Durant la période 1938 - 1945, le nom hongrois Csalár était d'usage. À la libération, la commune a été réintégrée dans la Tchécoslovaquie reconstituée.

## Démographie

### Évolution de la population
| Année:               | 1994. | 2004.   | 2014.   | 2024.   |
| -------------------- | ----- | ------- | ------- | ------- |
| Nombre de personnes: | 530   | 515     | 475     | 512     |
| Différence:          |       | -2,83 % | -7,76 % | +7,78 % |

| Année:               | 2023. | 2024.   |
| -------------------- | ----- | ------- |
| Nombre de personnes: | 501   | 512     |
| Différence:          |       | +2,19 % |